# Ayser Al-Hyari
Ayser Al-Hyari (arab. ايسر الحياري; ur. 1 stycznia 1959) – jordański strzelec, olimpijczyk. 
Brał udział w Letnich Igrzyskach Olimpijskich 1984 (Los Angeles). Startował tylko w trapie, w którym zajął 60. miejsce.

## Wyniki olimpijskie
| Igrzyska | Konkurencja | Wynik      | Miejsce | Źródło |
| -------- | ----------- | ---------- | ------- | ------ |
| IO 1984  | Trap        | 164 punkty | 60.     | [ 1 ]  |